# Skip Williams
Ralph Williams, quase sempre referido como Skip Williams, é um designer de jogos americano. Ele é casado com Penny Williams, que também está envolvida com a indústria de jogos. Ele é mais conhecido como co-criador de Dungeons & Dragons terceira edição e como o autor de longa data da coluna  "Sage Advice" publicada na revista Dragon.